# Eli Ben Menachem
Eli Ben Menachem (hebrejsky: אלי בן-מנחם) je izraelský politik a bývalý poslanec Knesetu za Stranu práce

## Biografie
Narodil se 24. listopadu 1947 v Bombaji v Indii. V roce 1949 přesídlil do Izraele. Sloužil v izraelské armádě, kde dosáhl hodnosti poručíka (Segen). Vystudoval vojenskou akademii a pracoval jako letecký technik. Hovoří hebrejsky, anglicky, persky a hindsky.

## Politická dráha
Byl předsedou velké odborové organizace. Předsedal organizaci Neighbourhood Forum v Tel Avivu. Zastával post koordinátora v Straně práce, řídil její oddělení pro rozvoj měst a čtvrtí.
V izraelském parlamentu zasedl poprvé po volbách do Knesetu v roce 1988, v nichž nastupoval za Stranu práce. Stal se členem výboru House Committee, finančního výboru, výboru práce a sociálních věcí, výboru pro drogové závislosti a výboru pro záležitosti vnitra a životního prostředí. Mandát obhájil ve volbách do Knesetu v roce 1992. Nastoupil pak do parlamentního výboru pro drogové závislosti a do finančního výboru. Opětovně byl zvolen ve volbách v roce 1996. Stal se předsedou výboru pro drogové závislosti a členem výboru pro zahraniční dělníky.
Do Knesetu se dostal i po volbách v roce 1999 (nyní za kandidátní listinu Jeden Izrael, do které se zapojila Strana práce), ale mandát získal se zpožděním několika měsíců, v listopadu 1999, jako náhradník. Byl pak členem výboru pro drogové závislosti, výboru práce, sociálních věcí a zdravotnictví, výboru House Committee, výboru pro ekonomické záležitosti a výboru státní kontroly. Naposledy byl zvolen ve volbách v roce 2003, a to za kandidátní listinu Izraelská strana práce-Mejmad. Byl členem výboru pro záležitosti vnitra a životního prostředí, výboru House Committee a výboru pro zahraniční dělníky. Zastával i funkci místopředsedy Knesetu.
Má za sebou četné vládní posty. V letech 1992–1993 byl náměstkem v úřadu premiéra. V letech 1993–1996 zastával funkci náměstka ministra bydlení a výstavby. Tuto funkci zastával znovu v roce 2005. Mezitím ještě v letech 2001–2002 působil na pozici náměstka ministra průmyslu a obchodu.